# مونت بلانك نولاند
مونت بلانك نولاند أو نولاند الكاذب، أحد أساطير وشخصيات أنمي ومانغا ون بيس، وهو مستكشف وعالم نبات وإدميرال للملكة ليفنيل، وقد كان يسكن الأزرق الشمالي منذ 400 سنة، وهو من اكتشف مدينة الذهب الأسطورية والجرس الذهبي، وقد قام برحلات عديدة في الجراند لاين وكان يدونها، إلى أن تم إعدامه.

## مظهره
نولاند رجل ذو شعر بني ذو تسريحة خاصة يشبه الكستناء وهذا واضح عليه، وقد مرت هذه الميزة في سلالته، وهو رجل طويل قوي البنية يرتدي دائما معطف طويل أسود اللون، وكان يرتدي وشاح برتقالي اللون، وقد كان مون بلان كريكت الذي اللتقى به لوفي هو أحد أحفاد نولاند ويشبهه بعض الشيء لكن نولاند يمتلك أنف مدور ووجهه مبتسم أحيانا وكريكت يمتلك وجه شاحب مع أنف مدبب وشعر أشقر. 
ويرتدي نولاند بنطال أسود وأبيض، ويرتدي حذائ مغطى من الخلف بواسطة معطف الطويل كما ذكرنا، ويوجد على صدر نولاند ندبة على شكل حرف أكس (مثل التي على صدر مونكي دي لوفي بعد عامين).
وبعد إعدامه تشوهت صورة وجهه وذلك بسبب العار الذي يعتقدون أنه كان كاذب بشأن مدينة الذهب الأسطورية، وقام كل من يذكر اسمه يضحكون عليه، فقد قام الرسامون برسمه بطريقة مضحكة مشوهة لوجهه ولأنفه وأصبح الأطفال يضحكون عليه.

## شخصيته
كان نولاند رجل طيب القلب صادق يهتم بالناس ويساعدهم على عكس ما ذكرت عنه الرويات، وكان أيضا شجاعا قويا جدا وقد كان محضوظ في حياته وذلك بسبب العزيمة التي يمتلكها، ولكن مشكلته أنه متسرع أحيانا ولا يأخذ مشورة الناس (مثلا عندما قام بتقطيع أشجار شانديا) ولكن أغلب قراراته صائبة فهو ذكي، ولم يتردد في المخاطرة من حياته بإنقاذ الفتاة موس التي كانوا يضحون بها، وكان يريد القضاء على اللعنة التي تصيب سكان جزيرة جايا (شاندورا)، وقد حزن بشدة وذلك بسبب أن سكان جايا كانوا يقدسون الأشجار التي قطعها لأنهم لم يكونوا يعلمون بأنه أصل اللعنة، وطلب من طاقمه ترك الذهب الكبير الذي أخذوه من مدينة الذهب لكي يعوضوا عن ارتكابه الجريمة (رغم أنها لم تكن جريمة).

## حكاية نولاند الكاذب
وهي الحكاية التي تروي عن نولاند الشخص الجبان الكاذب الذي كان يقود أسطولا في أعماق البحار ويعود بقصص كاذبة، وقد كانت قصته حول مدينة الذهب قد كلفته حياته (رغم أنها صحيحة).

## علاقاته

### طاقمه
لنولاند علاقة مثالية مع طاقمه وخاصة عندما قفز بالبحر لنيقذهم، وقد كانوا يحبونه جدا ويعترفون بصدقه وشجاعته، وقد قاتلوا معه حتى عند لحظة إعدامه، ولم يكن نولاند مهتم بحياته أكثر من طاقمه، وقد كانوا هم الوحيدون الذين يعرفون بأنه صادق أحد طاقم نولاند هو الطبيب الذي لم يذكر اسمه وقد كان لديه لحية مرئية ويرتدي معطف أبيض، وقد تحدث مع موس عن تلك الأشجار، وقد ظهر أول مرة في المانغا في الفصل 287 والأنمي الحلقة 187.

### أصدقائه
لقد كون نولاند صداقة جيدة جدا مع المحارب الأسطوري كالغارا، وقد كانا يتمنيا أن يرى واحد منهم الآخر، وقد كانا يحبان بعض، حيث أن نولاند كان يفكر أثناء إعدامه بكالغارا هل هو بخير أم لا، وكان كالغارا أثناء قتالهم مع سكان جزيرة السماء يفكر في نولاند وأين هو، وخلال إقامة نولاند بجايا أصبحت الأفعى نولا الصغيرة (الأفعى التي تصبح مع جنود إينيل) تحب نولاند وكالغارا وتلحقهما.

### أسرته
لقد كان نولاند يرغب الزواج من موس ابنة كالغارا لكنه لم يتمكن إذ أنه كان متزوج ولديه أطفال وقد تركهم وحدهم، وقد بقي من هم من سلالة نولاند على مر التاريخ يدافعون عنه ويصدقوه.

## قدراته
قد كان نولاند بحار مشهور ويحظى على احترام الجميع حتى الملك، مما أدى إلى قيادته إلى حملات عديدة في الجراند لاين، وأيضا قاد حملات في العالم الجديد الذي قيل عنه أن جميع من يذهب يموت هناك لرحلة واحدة أم نولاند وطاقمه قد تمكنوا من العودة في كل رحلة وبسهولة، وقد تبين فيما بعد أنه قوي جدا سواء كان بالسيف أو بيديه، وظهر ذلك عندما نزل على البحر وقام بتقطيع الوحش المرعب ملك البحر بسهولة تمام وأحضره كطعام لطاقمه، مع أنه لم يظهر أي شيء من قوته، وقد تمكن من التصدي لكالغارا (قبل أن يصبح صديقه) بسهولة الذي كان يعتقد أنه أقوى محارب، وقام بقطع رأس كاشيغامي الثعبان العملاق الذي كان على وشك اكل ابنة كالغالرا كضحية، نولاند قطع رأسه بضربة واحدة وبسهولة تامة، وهذا يدل على أنه قوي جدا (إذ ان رورونوا زورو ووايبر لم يتمكنوا من خدش نولا عندما كانت بحجم كاشيغامي أثناء قتالهم في الأبر يارد)، ولم يظهر أي شيء من قوته الجسدية الهائلة والمدمرة وكان سيفه قوي جدا وقد تمكن نولاند من تحمل الشق الكبير الذي أصابه لساعات وهذه قدرة كبيرة جدا لم يمتلكها أحد، قبل وبعد مجيئ كالغارا للسخرية منه وهذا ما جعل كالغارا يندهش على أنه لا يزال على قيد الحياة، وعلى الرغم من السحق الذي تعرض له، وقد كان يتمكن تحريك نفسه بدون القدرة على الخروج وهذا ما أصاب الدهشة على وجه كالغارا وهذه قوة خارقة.
وقد كان نولاند غواص ماهر جدا في الغوص بأعماق البحار لفترة طويلة جدا حيث أن طاقمه لم يعرفوا إن كان حيا أم ميتا، ويمتلك نولاند قوة كبيرة جدا في القتال بالماء (أقوى من البرمائيين) وكان يصيد الأسماك العملاقة بكل سهولة، وهذه المهارة موجدة لدى أحفاده مثل مون بلان كريكت. وكان أيضا عالم نباتات وماهر جدا في الطب، وقد عالج بمفرده قرية شانديا من مرض الطاعون، وهو ذكي جدا وحكيم العقل ومتسرع في قراراته الصحيحية.

## تاريخه

### رحلة الجراند لاين
كان نولاند مستكشف مشهورا جدا، وقد زار فيرا التاجر الذي يبيع له، ودخل العالم الجديد بسهولة فائقة، وواجه جزيرة بت الأخضر وقام بحماية مملكة تونتاتا، وكل هذه القصص كان يرويها ولكنهم كذبوها جميعا.

### قصة نولاند الحقيقية
قبل أربعمئة عام 400 كان نولاند وطاقمه وسط عاصفة شديدة وتمكنوا بعد ذلك من الوصول إلى بر الأمان من خلال رنات الجرص الذهبي، في يوم 12 مايو 1122، كان هذا أول يوم يذهب فيه نولاند لجايا عندما وصل نولاند وجد طفل مريض وكان جميع أهالي القرية مصابون بالمرض بسبب شجرة الحمى التي تتلف محاصيل القرويين، وقد قام بالهجوم على الثعبان كاشيغامي (الذي كان أهل القرية يعتقدون بأنه إله رغم أنه مجرد ثعبان ضخم) وقطع رأسه وانقذ مويس، ولكن قام أهل الجزيرة بالإمساك بطاقمه واحتجزوهم وقد قال أنه سينقذ أهل القرية من المرض وأعطوه مهلة حتى الغروب، وبدأ نولاند بالبحث عن الشجرة مع العلاج، وبعد قام زلزال هائل بضرب الجزيرة وقال كالغارا أنه غضب ربهم، وأسرع لإيجاد نولاند، وعندما وجه عالق في الشق سخر منه ولكن نولاند أخبر كالغارا بأنه يوجد علاج غير أنه عالق في الشق ولم يتمكن من الخروج، وأوضح نولاند بان المرض الذي كان يصيبهم ليس غضب ربهم كما كانوا يضنون بالهو مرض كغيره من الأمراض منتشر في العالم ويجب علاجه وقد صدق كالغارا نولاند وقام بقتل ابن ربهم الذي يضنونه (هو أيضا ثعبان) وساعد نولاند من الخروج.
وبعد وقف التضحيات، أحتفل طاقم نولاند وسكان القرية معا، وقد ساعدهم كالغارا باكتشاف مدينة الذهب، وقام بتسمية الافعى حفيدة الثعبان كاشيغامي (ولم كانوا يقولون حفيدة ربهم) بنولا تكريما لنولاند، ولكن اكتشف نولاند بعدها بأن الاشجار التي موجودة في الجزيرة هي سبب المرض وقاموا بتقطيعها مع طاقمه لحماية شانديا 

ولم يكن يعلم بان الاشجار كانت مقدسة عندهم، وعندما علم كالغارا غضب وطلب من نولاند المغادرة، وقام نولاند ورفاقه بترك الكنز الذي اخذوه، وعندما اخبرت موس كالغارا بأن الاشجار هي السبب في المرض، ركض كالغارا وصاح بنولاند وطلب منه العودة في يوم من الايام واخبره بانه سيقرع الجرص الذهبي كل يوم (بعد أن قال نولاند لكالغارا بأن الجرص الذهبي هو سبب مجيئه) لكي يعرف طريق العودة ووعده نولاند بأنه سيعود وبكى الأثنان
وبعد عودته إلى لفنيل، أخبر نولاند الملك على رحلته وطلب الملك بأن يأخذه إلى مدينة الذهب، ولكنه لم يأخذ طاقم نولاند الأقوايا باأخذوا جنود الملك مما أدى إلى الكثير من الوفيات ولكن نولاند كان حريصا على وصول الملك سالما إلى جايا، ولم يجدوا قسم من جزيرة جايا (لقد قذف القسم الآخر الذي كانوا يسكنوه إلى السماء بواسطة مد البحر) وغضب الملك، وأمرهم باعتقال نولاند لآنه كاذب وإعدامه لأنه أحد رجال الملك، وفي أصبح الناس يهتفون بكاذب كاذب بصوت عالي، وحاول رجل نولاند القتال لكنهم لم يتمكنوا بسبب الأعداد الكبيرة للجنود 
وفي المشهد وسط إعدام نولاند لم يكن مهتم بحايته أبدا لكنه بكى من أجل شاندوريا وكالغارا هل انهم بخير أم لا، وطاقم نولاند عاجزون عن إنقاذه، وتم إعدامه، وقام الفنانون بعد ذلك بسرم نولاند كأسطورة مضحكة فاشلة والملك كشجاع.

## تراثه
بعد موته بقرون وصل مون بلان كريكت إلى جزيرة جايا بالصدفة بعد أن تركه طاقمه، وبقي يناضل من اجل ترث نولاند إلى أن وصل القردان القراصنة ماشيرا وشوجو الذين كانوا يريدون الوصول إلى مدينة الذهب الأسطورية وطلبوا منه مساعدة ووافق، وقد وصل قبعة القش بعدها وتأكدوا من مدينة الذهب في سكايبيا، وقال مون بلان بأنه سيحبث عن حلم جديد رغم أنه كان يعلم بأن نولاند صادق، ويمتلك نولاند تمثال في شاندوريا

وكان الاقزام في مملكة تونتاتا يكرموه لما فعله منذ 400 سنة، وادعى اوسوب بأنه من سلالة نولاند لكي يحمي نفسه ونيكو روبن من مملكة تونتاتا.